# الحكومة المطلقة
تعتبر الحكومة مطلقة عندما تتجمع السلطة فيها في يد شخص واحد أو هيئة واحدة، مع خضوع هذا الشخص أو هذه الهيئة للقانون، وبدذلك تختلف الحكومة المطلقة عن الحكومة الاستبدادية بأن الأخيرة لا تخضع لأحكام القانون.

وقد وجدت الحكومات المطلقة في الملكيات القديمة التي سادت دول العالم طوال القرون السابقة على القرنين السابع عشر والقامن عشر، إذا كان الملك يجمع في يده كل السلطات من تشريعية وتنفيذية وقضائية.

وقد بدأ هذا الشكل من الحكومات في الانحسار عندما تخلصت إنجلترا من الملكية المطلقة بثورة 1688، وبقيام الثورة الفرنسية عام 1789 التي قضت على النظام الملكى في فرنسا في ذلك الوقت.
وأيضا قويت هذه الحكومة في الإمبراطورية الرومانية بحيث أنها قويت بسبب تنافس الأشراف و رجال الكنيسة مع الطبقة الوسطى وضعف نظام الإقطاع حد من السلطة الكنيسة